# Hotlegs
Hotlegs var et engelsk band, der er bedst kendt for deres hit-single "Neanderthal Man", der nåede #2 på de engelske hitlister i 1970 og solgte 2 millioner kopier verden rundt. Bandet bestod af Eric Stewart, Lol Creme, Kevin Godley og indimellem Graham Gouldman. De udgav albummet "Thinks: School Stinks" inden de i august 1970 skiftede til navnet "Doctor Father". I 1972 vendte Graham Gouldman hjem til England og bandet skiftede navn til 10cc og blev senere et verdensberømt band gennem 70'erne.

## Diskografi

### Albums
- Thinks: School Stinks – 1971
- Song – 1971

### Opsamlingsalbums
- You Didn't Like It Because You Didn't Think of It – 1976

### Singler
- "Neanderthal Man" / "You Didn't Like it Because You Didn't Think of It" (1970)
- "Umbopo" / "Roll On" (1970, as Doctor Father)
- "Run Baby Run" / "How Many Times" (US, 1971)
- "Desperate Dan" / "Run Baby Run" (Germany and Spain, 1971)
- "Lady Sadie" / "The Loser" (UK, 1971)